# Serrat de la Casa del Guarda

El Serrat de la Casa del Guarda, respecte del terme de Castellcir

El Serrat de la Casa del Guarda és un serrat del terme municipal de Castellcir, a la comarca del Moianès.
Està situat a ponent del terme, a la dreta del torrent de la Mare de Déu. S'allargassa de sud a nord, de manera que uneix les masies del Verdeguer, la Casa del Guarda i la Casa Nova del Verdeguer. En el seu vessant oriental hi ha el Sot de la Roca Lloba i el Solell del Verdeguer.

## Etimologia
Aquest serrat pren el nom de la Casa del Guarda, situada en la seva zona més elevada i septentrional. Es tracta d'un topònim molt modern, atès que la Casa del Guarda va ser construïda a la dècada dels setanta del segle xx.